# Путило, Антон Константинович
Анто́н Константи́нович Пути́ло (бел. Анто́н Канстанці́навіч Пуці́ла; 23 июня 1987, Орша, Белорусская ССР) — белорусский футболист, выступавший на позиции полузащитника. Выступал в национальной сборной Беларуси.

## Карьера

### Клубная
Воспитанник оршанской ДЮСШ (первый тренер — Константин Путило, отец), РЦОП-БГУ (Минск).
Профессиональную карьеру начал в минском «Динамо» в 2004 году: выступал за дубль и дебютировал в чемпионате Беларуси. В 2005 году по ходу сезона вошёл в основной состав команды.
В ноябре-декабре 2007 года Путило три недели находился на просмотре в «Гамбурге», тренировался и участвовал в спаррингах с любительской и второй командой клуба, а с основой провёл несколько тренировок. В результате было решено, что Антон будет выступать за немецкий клуб на правах аренды до конца 2008 года с правом выкупа. Дебют за «Гамбург» в Бундеслиге состоялся 10 января 2008 года в домашнем матче против «Бохума», где Антон вышел на замену на 81-й минуте. За год в чемпионате Германии он выходил на поле всего 3 раза. До окончания срока аренды в «Гамбурге», где на Путило больше не рассчитывали, в ноябре он побывал на просмотре в московском «Локомотиве», но до конкретных предложений дело не дошло. В межсезонье Антон вернулся обратно в «Динамо», которому принадлежал по контракту ещё в течение 2-х лет.
В августе 2010 года Путило перешёл во «Фрайбург», в дебютном сезоне 2010/11 за который в чемпионате провёл 25 матчей и отличился двумя голевыми передачами. В сезоне 2011/12 сыграл в 19 матчах команды и отдал одну результативную передачу. В начале сезона 2012/13 отказался продлевать контракт с клубом, в результате почти не играл до 17 февраля 2013 года, когда расторг заканчивавшийся в июне контракт по обоюдному согласию сторон.
19 февраля 2013 года подписал контракт с нижегородской «Волгой» (до конца июня с опцией дальнейшего продления). 24 августа забил победный гол в ворота «Терека», один из лучших в чемпионате России-2013/14. После вылета «Волги» в ФНЛ воспользовался пунктом, который позволял расторгнуть контракт досрочно в случае понижения клуба в ранге.
1 сентября 2014 года на правах свободного агента перешёл в московский клуб «Торпедо», соглашение было рассчитано до 31 мая 2016 года. Стал игроком основы. С декабря 2014 года по март 2015 года не играл из-за травмы, позднее вернулся в основной состав. В июне 2015 года стало известно, что Путило может покинуть «Торпедо». Вскоре он начал тренироваться с «Минском».
15 июля 2015 года перешёл в турецкий «Газиантепспор». Сначала играл в основе команды, однако в начале 2017 года новым главным тренером команды стал Бюлент Уйгун, который не рассчитывал на Путило. В феврале игрок был исключён из заявки на чемпионат Турции, и вскоре контракт полузащитника с клубом по соглашению сторон был расторгнут.
Летом 2017 года поддерживал форму с минским «Торпедо». В августе подписал контракт с клубом «Анкарагюджю». По результатам сезона 2017/2018 помог команде вернуться в Суперлигу. В мае 2018 года сообщалось, что Путило может перейти в турецкие клубы «Алтай» и «Эрзурумспор», однако в результате подписал новый двухлетний контракт со столичным клубом. В декабре покинул «Анкарагюджю».
В январе 2019 года перешёл в клуб «Алтай» из города Измир. Играл в основном составе команды. В июне продлил контракт с клубом. В сезоне 2020/2021 стал реже появляться на поле. В январе 2021 года расторг соглашение с командой.
В январе 2021 года вернулся в минское «Динамо». Со временем закрепился в стартовом составе и стал одним из основных игроков команды. В декабре продлил контракт с динамовцами. В январе 2023 года продолжил тренироваться с минским клубом. В феврале 2024 года футболист объявил о завершении профессиональной карьере.

### В сборной
Участник чемпионата Европы среди молодёжных команд 2009 в Швеции.
В национальной сборной Беларуси дебютировал 4 февраля 2008 года на XVI международном турнире национальных сборных на Мальте в матче со сборной Армении (1:2). Первый мяч забил в ворота сборной Армении в товарищеском матче 3 марта 2010 года в Анталье (3:1). 27 мая 2010 года в товарищеском матче в австрийском Филлахе с Гондурасом (2:2) дважды поразил ворота соперника. В матче отборочного турнира чемпионата Европы 2012 7 июня 2011 года забил гол в ворота Люксембурга (2:0) в Минске. В матче отборочного турнира чемпионата мира 2014 11 сентября 2012 года забил гол в ворота сборной Франции (1:3) в Сен-Дени.

## Достижения
«Динамо» (Минск)
- Чемпион Беларуси (2): 2004, 2023
- Серебряный призёр чемпионата Беларуси (3): 2005, 2006, 2009
- Бронзовый призёр чемпионата Беларуси: 2021